# ヴァルティスラフ6世 (ポメラニア公)
ヴァルティスラフ6世（ドイツ語：Wartislaw VI., 1345年ごろ - 1394年6月13日）またはヴァルチスワフ6世（ポーランド語：Warcisław VI）は、ポメラニア＝ヴォルガスト公（在位：1365年 - 1377年）、ポメラニア＝バルト公（在位：1377年 - 1394年）。ポメラニア＝ヴォルガスト＝リューゲン公バルニム4世の長男。隻眼公（ポーランド語：Jednooki）とよばれた。

## 生涯
1365年に父バルニム4世が死去すると、ポメラニア＝ヴォルガストは1372年まで東のポメラニア＝シュトルプ公領（シフィナ川からウェバ川まで）と西のバルト公領およびヴォルガスト公領に分割された。ヴァルティスラフ6世は1377年にバルト公となり、弟のボギスラフ6世の死後はヴォルガスト公も兼ねた。
1365年、ヴァルティスラフ6世は父の遺領の相続権を争う叔父のポメラニア＝シュトルプ公ボギスラフ5世と争いを起こした。ヴァルティスラフは1368年にヴォルガストを獲得し、デンマークと同盟を結んでメクレンブルクと戦い、1368年11月6日から11日までダムガルテンの戦いに参加した。1369年7月7日までメクレンブルク公アルブレヒト3世によって投獄され、その後18,000マルクの身代金を払って捕らえられた家臣たちとともに釈放された。ヴァルティスラフは弟ボギスラフ6世と争いを続けたが、その後ポメラニア＝ヴォルガスト公領全体を弟に与えた。ヴァルティスラフは最初デンマーク女王マルグレーテ1世の側についたが、1378年にリューゲン島のデンマーク領を奪うためメクレンブルク家の側についた。

## 子女
メクレンブルク＝シュタルガルト公ヨハン1世の娘アンナ・フォン・メクレンブルク＝シュタルガルトとの間に以下の子女をもうけた。
- バルニム6世（1365年頃 - 1405年） - ポメラニア公
- ヴァルティスラフ8世（1373年 - 1415年） - ポメラニア公
- ゾフィー（1406年没） - ブラウンシュヴァイク＝リューネブルク公ハインリヒ1世と結婚